# Geissorhiza
Geissorhiza es un gran género de plantas pequeñas, perennes y bulbosas nativas de la Provincia del Cabo en Sudáfrica y perteneciente a la familia de las iridáceas. El género comprende 97 especies aceptadas y está definido por sus cormos asimétricos, con túnicas duras, papiráceas; las brácteas florales herbáceas y los estilos largos y excertos, con las ramas del estilo cortas y recurvadas. El número cromosómico básico del género es x=13. A pesar de que muchas de las especies son diploides, se han hallado varias especies poliploides, incluyendo a un triploide apomíctico, Geissohiza bolussi.

## Taxonomía
El género fue descrito por John Bellenden Ker Gawler y publicado en Bot. Mag. 1803.
Etimología
Geissorhiza: nombre genérico que deriva de las palabras griegas: geisso, que significa "mosaico", y rhizon, que significa "raíz".

## Especies
- Geissorhiza alticola Goldblatt
- Geissorhiza arenicola Goldblatt
- Geissorhiza aspera Goldblatt
- Geissorhiza barkerae Goldblatt
- Geissorhiza bolusii Baker
- Geissorhiza bonaspei Goldblatt
- Geissorhiza bracteata Klatt
- Geissorhiza brehmii Eckl. ex Klatt
- Geissorhiza brevituba (G.J.Lewis) Goldblatt
- Geissorhiza bryicola Goldblatt
- Geissorhiza burchellii R.C.Foster
- Geissorhiza callista Goldblatt
- Geissorhiza cataractarum Goldblatt
- Geissorhiza cedarmontana Goldblatt
- Geissorhiza ciliatula Goldblatt
- Geissorhiza confusa Goldblatt
- Geissorhiza corrugata Klatt
- Geissorhiza darlingensis Goldblatt
- Geissorhiza delicatula Goldblatt
- Geissorhiza divaricata Goldblatt
- Geissorhiza elsiae Goldblatt
- Geissorhiza erubescens Goldblatt
- Geissorhiza esterhuyseniae Goldblatt
- Geissorhiza eurystigma L.Bolus
- Geissorhiza exscapa (Thunb.) Goldblatt
- Geissorhiza foliosa Klatt
- Geissorhiza fourcadei (L.Bolus) G.J.Lewis
- Geissorhiza furva Ker Gawl. ex Baker
- Geissorhiza geminata E.Mey. ex Baker
- Geissorhiza grandiflora Goldblatt
- Geissorhiza hesperanthoides Schltr.
- Geissorhiza heterostyla L.Bolus
- Geissorhiza hispidula (R.C.Foster) Goldblatt
- Geissorhiza humilis (Thunb.) Ker Gawl.
- Geissorhiza imbricata (D.Delaroche) Ker Gawl.
- Geissorhiza inaequalis L.Bolus
- Geissorhiza inconspicua Baker
- Geissorhiza inflexa (D.Delaroche) Ker Gawl.
- Geissorhiza intermedia Goldblatt
- Geissorhiza juncea (Link) A.Dietr.
- Geissorhiza kamiesmontana Goldblatt
- Geissorhiza karooica Goldblatt
- Geissorhiza leipoldtii R.C.Foster
- Geissorhiza lithicola Goldblatt
- Geissorhiza longifolia (G.J.Lewis) Goldblatt
- Geissorhiza louisabolusiae R.C.Foster
- Geissorhiza macra Baker
- Geissorhiza malmesburiensis R.C.Foster
- Geissorhiza mathewsii L.Bolus
- Geissorhiza minuta Goldblatt
- Geissorhiza monanthos Eckl.
- Geissorhiza namaquensis W.F.Barker
- Geissorhiza nana Klatt
- Geissorhiza nigromontana Goldblatt
- Geissorhiza nubigena Goldblatt
- Geissorhiza ornithogaloides Klatt
- Geissorhiza outeniquensis Goldblatt
- Geissorhiza ovalifolia R.C.Foster
- Geissorhiza ovata (Burm.f.) Asch. & Graebn.
- Geissorhiza pappei Baker
- Geissorhiza parva Baker
- Geissorhiza pseudinaequalis Goldblatt
- Geissorhiza purpurascens Goldblatt
- Geissorhiza purpureolutea Baker
- Geissorhiza pusilla (Andrews) Klatt
- Geissorhiza radians (Thunb.) Goldblatt
- Geissorhiza ramosa Ker Gawl. ex Klatt
- Geissorhiza roseoalba (G.J.Lewis) Goldblatt
- Geissorhiza rupicola Goldblatt & J.C.Manning
- Geissorhiza schinzii (Baker) Goldblatt
- Geissorhiza scillaris A.Dietr.
- Geissorhiza scopulosa Goldblatt
- Geissorhiza setacea (Thunb.) Ker Gawl.
- Geissorhiza silenoides Goldblatt & J.C.Manning
- Geissorhiza similis Goldblatt
- Geissorhiza spiralis (Burch.) M.P.de Vos ex Goldblatt
- Geissorhiza splendidissima Diels
- Geissorhiza stenosiphon Goldblatt
- Geissorhiza subrigida L.Bolus
- Geissorhiza sulphurascens Schltr. ex R.C.Foster
- Geissorhiza tabularis Goldblatt
- Geissorhiza tenella Goldblatt
- Geissorhiza tulbaghensis F.Bolus
- Geissorhiza uliginosa Goldblatt & J.C.Manning
- Geissorhiza umbrosa G.J.Lewis
- Geissorhiza unifolia Goldblatt